# کامینچتسه (استان اشوی‌داشکسیه)
کامینچتسه (به لهستانی: Kamieńczyce) یک منطقهٔ مسکونی در لهستان است که در گمینا کاژمیژا ویلکا واقع شده‌است.